# 競技啦啦隊

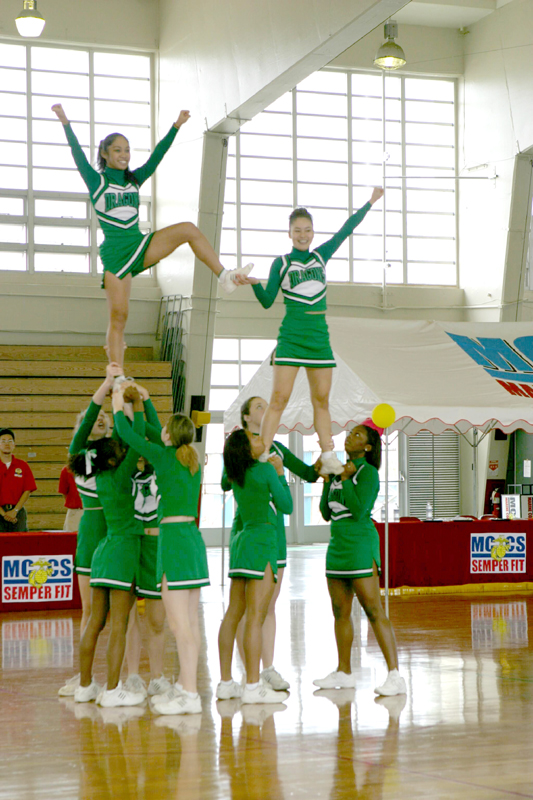
比賽前暖身的啦啦隊

競技啦啦隊（Competitive Cheerleading）是啦啦隊的一種，是一種充滿活力的競賽運動，是結合體操、跳躍、特技、口號及舞蹈編排的複合式運動。之所以有「競技」兩字，是因為它本身將體操融入，進而發展出專項的競賽項目。

## 歷史
1948年，勞倫斯‧何其莫（Lawrence Herkimer, 外號 "Herkie"）成立了美國啦啦隊協會(NCA)，作為各地啦啦隊觀摩聯繫的管道。第一屆啦啦隊觀摩大會於1949年召開，有 52 個女生參加，次年增加到 350人。到了1950年代，全美大部份的高中都設立了啦啦隊。但這些仍未有正式的比賽。
1960年代，啦啦隊已成為全美國高中和大學的主要體育項目之一。1967年，國際啦啦隊基金會（現今 WCA 世界啦啦隊協會的前身）設立並頒發全美啦啦隊獎與十大院校啦啦隊，是競技啦啦隊活動的正式開端，使許多訓練有素的啦啦隊脫穎而出。1978年，哥倫比亞廣播公司（CBS）首度轉播大專啦啦隊錦標賽，帶起美國啦啦隊競賽的風潮。同一時期，美式足球聯盟（NFL）的隊伍開始各自籌組專屬的啦啦隊。達拉斯牛仔啦啦隊於1972-1973年的球季首演，以令人耳目一新的裝備與美妙的舞姿贏得眾人目光，但直到1976年的第十屆超級盃才打開知名度。隨後許多美式足球隊群起倣效，使得啦啦隊的風貌從此改觀。
1980年代可說是現代啦啦隊的萌芽期，許多高難度的特技和體操技巧融入基本訓練中。各啦啦隊協會開始推展安全準則，並為教練們開辦安全教育訓練。1984年，一家名為 Cheer Ltd. Inc. 的公司為教練們召開了美國啦啦隊會議（NCC, National Cheer Conference），讓他們吸收有關啦啦隊安全的新知，包括實際操作的課程。1987年成立的美國啦啦隊教練協會（AACCA）是美國政府認可的安全教育機構，其後還有另一個 NCSSE 組織也是負責安全教育訓練。
2004年，各界有關鼓舞士氣的組織史無前例地團結起來，成立了精神鼓勵同業協會（SITA, the Spirit Industry Trade Association），由九個最具規模的啦啦隊相關組織一起創立，結合了啦啦隊的隊伍、贊助者，與安全訓練機構。另一個類似的組合是精神鼓勵者組織（OSIP, the Organization of Spirit Industry Providers），其成員超過三十個機構。參與啦啦隊活動的人數現仍持續成長，單單美國在21世紀初，就有四百萬人參與。

## 安全性
2005年八月，14歲的啦啦隊員艾胥莉‧本斯（Ashley Burns）在練習特技時，不慎摔傷造成脾臟破裂，內出血身亡，引起大眾關注啦啦隊研發新特技時的安全性。雖然和啦啦隊有關的重大傷亡事件相當少 (從1982年到2002年的數據顯示，平均每年約有1.95件重大傷害，相當於每10萬參加者有0.6件)，在所有女性參與的運動傷害榜中卻算是名列前茅。
美國高校聯聯合會、大學啦啦隊協會與美國啦啦隊教練協會（AACCA, American Association of Cheerleading Coaches and Advisors）一起合作，推動啦啦隊教練的安全訓練課程。在專科院校方面，NCAA 要求所有的學院啦啦隊教練都要在 2006年8月1日以前取得 AACCA 的安全教育認證。
2011年11月5日，臺灣中國科技大學學生在水泥地面的籃球場練習啦啦隊比賽，在進行「籃型拋接」時，二年級馮姓女學生被拋高到三公尺，還向前拋歪了一公尺遠，致使後腦勺直接撞地，送醫急救不治。

## 基本動作
基本動作大多是手持綵球（英文為 pompon，用各種色彩的綵帶做成，有醒目的視覺效果），手部動作可隨節奏擺出高V字、低V字、半高V字、半低V字（英文V字代表勝利，victory）、斜向、K字、L字、T字、斷T字、觸地、低觸地、桌面、匕首、燭臺、拳擊等姿勢。全體的動作必須俐落、劃一，否則看起來沒精神。
- 觸趾是最常見的一種跳躍姿勢，雙腿伸直叉開，脚尖伸直,膝蓋朝上，雙手作T字動作。
- 跨欄 一腿彎曲朝向觀眾，另一腿伸直向前，雙手作觸地姿，稱為前跨欄。或另一腿在側面，雙手作T字，稱為側跨欄。
- 長矛算是難度最高的跳躍之一。雙腿伸直前伸，上身前曲，雙手也向前作觸地姿，從側面看時更能顯出其高難度的特性。
- 環遊世界是表演者跳出長矛動作後，立即將腿向後掃，做出一個觸趾。這個難度也很高，必需在空中極短的時間內連續做出兩個動作。
- Herkie是因美國啦啦隊協會創辦人勞倫斯‧何其莫而得名，有點像側跨欄，但雙手的姿勢不是呈T字型，而是和腿的動作完全相反。例如右腿彎曲、右臂伸直；同時左腿伸直、左臂彎曲。另一種變化是彎曲的那條腿向下而不是像側跨欄一般外伸。據推測，可能是因為何其莫本人根本做不出標準的側跨欄，才會發明這個動作。
- 雙九跳躍時有點像長矛，但一腿一手彎曲，看起來像兩個阿拉伯數字 9。
- 雙鈎跳躍時雙腿呈 "cheer sit" 的姿勢，雙膝分開但朝同一方向彎曲，有如跪坐姿。
- 雙重跳是指連續做出兩次相同的跳躍動作。

## 特技
特技是由一人或多人組成的“底部”將一個啦啦隊員舉或抛向空中。一般純女生的啦啦隊是由二人或多人做“底”，而雙人組的啦啦隊則通常由男生當“底”，另一人（大多是女生）當“飛人”。
- Flyer/Top person-上層人員指被舉或抛向空中的隊員。
- Base-底層人員指負責支撐及抛擲隊友的人。
- Spotter-後保(backspots)是指站在底部和上層後方的隊員，她們有三個主要作用：

1. 確保特技順利進行，萬一發生意外可以幫忙接住上層人員。
2. 幫底部分擔一部分重量， 讓整個特技小組更穩固，特別在在全女生組成的啦啦隊中，減輕底部的負擔。
3. 確保上層完成動作後可安全降落。

- 前保(frontspots)的任務和後方類似，多用於年紀較小或經驗不足的隊伍。
- Pyramid-金字塔或山峰是多組特技的飛人串連而成，有許多種串連的方法，簡單者手拉手連在一起，複雜的如多層次金字塔，由第二層在空中成為 "base"，堆疊出更高一層的上層，類似疊羅漢。

### 團隊特技

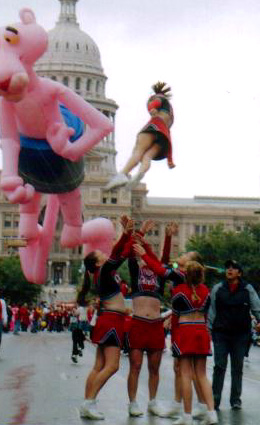
遊行中上演的飛人特技，在空中做了一個360度旋轉。

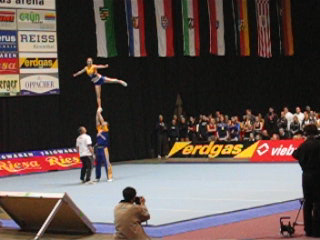
德國啦啦隊阿拉伯式特技

- Toss-抛擲：雙人啦啦隊表演多以抛擲開場。首先，當底層的人（男生）站在後方，手放在上層人員（女生）的腰上。然後飛人向上跳（通常兩人會先一起默數，抓準時間），同時男生也幫忙往上推（稱為輕彈，flick ），使她向上飛。當她落回地面時，男生會接住她的腰部，並吸收一部分落地的衝擊力道。
- Chair-椅子也是一種基本特技，開頭和抛擲一樣。不同的是，抛擲時飛人始終是直立姿，而椅子則是在她飛到最高點時將右膝曲起。底下的男生推完輕彈後，右手翻轉接住呈坐姿落下的女生，所以叫作椅子。同時底下的男生要用左手握住飛人的左踝，使她落下時更穩，並支撐她的重量。
- Shoulder Stand-立肩：有兩種站肩膀的方法。比較安全的一種叫作 普渡立姿 (purdue-up)，因為上層人員和底層人員一直沒有分開。作法是上層人員站在前面，雙手向後，手掌朝上。後面當底的男生握住上層人員的手，上層躍起呈蹲姿，底層則將她往上推，同時上層人員雙肘撐直，用腰力將下半身往後方移動，落在底層的肩上。站上肩膀後，底層的手上來扶住上層的小腿以防摔落。另一種危險性較高的立肩方法是用於分秒必爭的狀況下，底將上層人員往上拋，並微微向前跨一步，使上層人員正好落在他肩上，然後用前述的方式扶住她的小腿。
- Toss to Hand-上手：這個特技動作多藉抛擲完成。先以輕彈將上層人員抛上去，到達最高點時由底托住她的脚。上手通常不會就此結束，而是接續以下幾種特技中的一種。

Extension-延伸這算是上手系列中最安全的一種，底部的手和上層人員的脚始終沒有分離。做法是先完成手托動作後，底部稍頓一下，再繼續將上層人員往上推，直到雙手伸直。標準的伸展姿要求底的肘關節打直，同時要向上看，以確保上層的安全。上層的身體在上升到最高點之際，應保持繃緊的狀態。
Liberty-自由女神姿這比延伸危險一點，但只要做成功，就有辦法做出很多種其他的特技。同樣先完成上手，底部稍頓一下，再繼續將上層人員往上推，到最高點時放開她的左脚，雙手都用來支掌她的右脚尖；同時上層的左腿舉高，大腿呈水平，如同椅子中右腿上屈的動作一般。標準的自由同樣要求底的肘關節打直，上層的身體保持繃緊狀態。
足跟延伸姿和自由女神姿有一點像，但左腿不是往上屈，而是向上踢，再以左手握住左腿。動作要求同上。
側面特技實際上是一整類特技動作的總稱，只要上層的全身或一部份以側面朝向觀眾都算。底部的支撐方式不同於自由女神姿，而是有點像是雙手併攏，並將一支桿子高舉過頂。
- 火炬：基本上等於側向的自由女神姿，唯一不同處是上層人員的身軀轉過來面對觀眾。
- 阿拉盃式：上層人員側身前俯，左腿盡量抬成水平，上身壓得越低越好。

Q比（Cupie）完成上手之後，女生飛到最高點，將兩腿併攏，讓底層的右手伸直托住她的雙脚，而底層的左手則叉腰。
- Rewind-倒帶：這是一種高段的動作，底部將手放在上層的腰部後方。當上層跳起來時，底層將上層向上推，同時上層的身體向後彎，最後完成一個後空翻，由底部接住她的雙腳。
- Basket Toss-籃型拋投：此動作需要四名成員（包括上層人員在內），一起默數之後將上層抛向空中。上層落下時，底層的手臂交錯支撐住上層的背部和膝窩，就像結婚時被新郎抱起來的姿勢。擔任後方的保護人員則托住上層的腋窩。

### 翻滾
翻滾係競技啦啦隊技巧中針對體操動作的統稱，舉凡基本的側翻、滾翻、空翻街係屬於翻滾的範疇中。

## 口號/隊呼
啦啦隊緣起於美式足球比賽中群眾為自己支持的隊伍加油打氣的組織，爾後逐漸發展成專業的團體活動。也因此啦啦隊運動與其他運動不同的地方在於口號/隊呼是啦啦隊運動項目中的評分項目之一。
隨著啦啦隊的團隊逐漸專業，加入了體操、特技等項目，故發展成競技啦啦隊運動，而口號/隊呼在競技啦啦隊運動中也是主要評分項目之一。上場隊伍透過聲音讓觀眾更加認識自己，也用呼喚聲為一起在場上努力打拼的隊友加油打氣。

## 外部連結
- 美國啦啦隊教練與指導員協會(AACCA) （页面存档备份，存于）
- 中華民國台灣競技啦啦隊協會（CTCA） （页面存档备份，存于）
- 中國香港啦啦隊總會Cheerleading Federation of Hong Kong, China （CFHK） （页面存档备份，存于）
- National Cheerleading Association and National Spirit Group (NCA and NSG) （页面存档备份，存于）
- United States All-Star Federation (USASF) （页面存档备份，存于）
- 英國啦啦隊協會(BCA) （页面存档备份，存于）
- 精神鼓勵者組織 (OSIP) （页面存档备份，存于）
- 大英國協啦啦隊協會(UKCA)
- 國際啦啦隊聯盟(ICF)